# Ko shamo

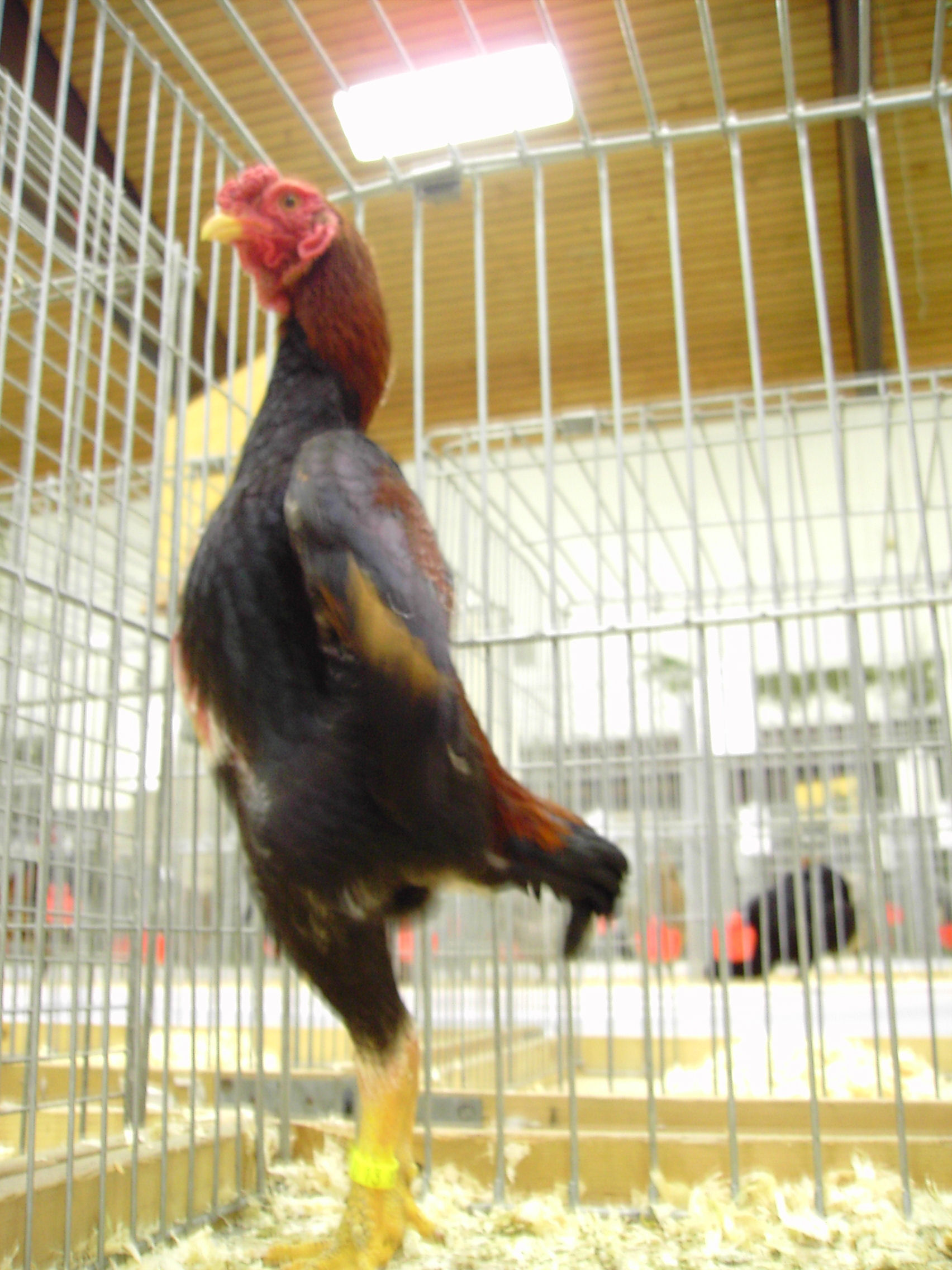
Kakas

A Ko shamo Japán eredetű tyúkfajta.

## Fajtatörténet
Japán eredetű. Más néven Ko Gunkei -bár ez a név Japánban sose létezett.
1951 óta Nippon Kogata Shamo Hozonkai gondozásában van a fajta.
A Ko Shamo egy különálló fajta és nem más japán fajták (pl. Shamo) törpe változata!
- A tenyésztésnél a legfontosabb a forma. Úgynevezett "harmados" szabályt kell betartani: 1/3 a fej és a nyak, 1/3 váll, hát, nyereg és 1/3 combok és a csüd.

## Fajtabélyegek, színváltozatok
Háta közepesen hosszú. Válla előrenéző, széles. Nyaka hosszú, enyhén nyújtott. Szárnyak rövidek, erősek. Farktollak rövidek, zártak, alacsonyan tartott. Melltájék széles, telt, izmos, csupasz szegycsont. Feje rövid, széles, kerekded. Arca húsos, piros, idős példányoknál ráncos. Taraja mogyorótípus. Toroklebeny kicsi, de tokája megnagyobbodott. Füllebenye jól fejlett, piros. Szemek gyöngyszínű. Csőre rövid, erős, görbült. Combok nagyon izmosak.
Színváltozatok: Arany-búzaszínű, kék-búzaszínű, ezüst-búzaszínű, vörösnyergelt-búzaszínű, fehér, fekete, fekete-vörös, kék, kendermagos, sárga, fekete farkokkal, fehér, fekete farokkal, fekete-fehértarka, 

## Tulajdonságok
Tipikus viador felépítésű. Különösen fejlett tokalebenye van. Emberrel szemben nagyon bizalmasak, nyugodtak. Jól alkalmasak gyerekek és fiatalok számára is.
| Általános tulajdonságok: | Általános tulajdonságok:           |
| ------------------------ | ---------------------------------- |
| Súlya                    | kakas 800 g - 1 kg, tojó 600-800 g |
| Gyűrűmérete              | kakas 13, tojó 11                  |
| Tenyésztojás tömege      | 30 g                               |
| Tojáshéj színe           | barna - krémszínű                  |
| Éves tojáshozama         | 90 db                              |

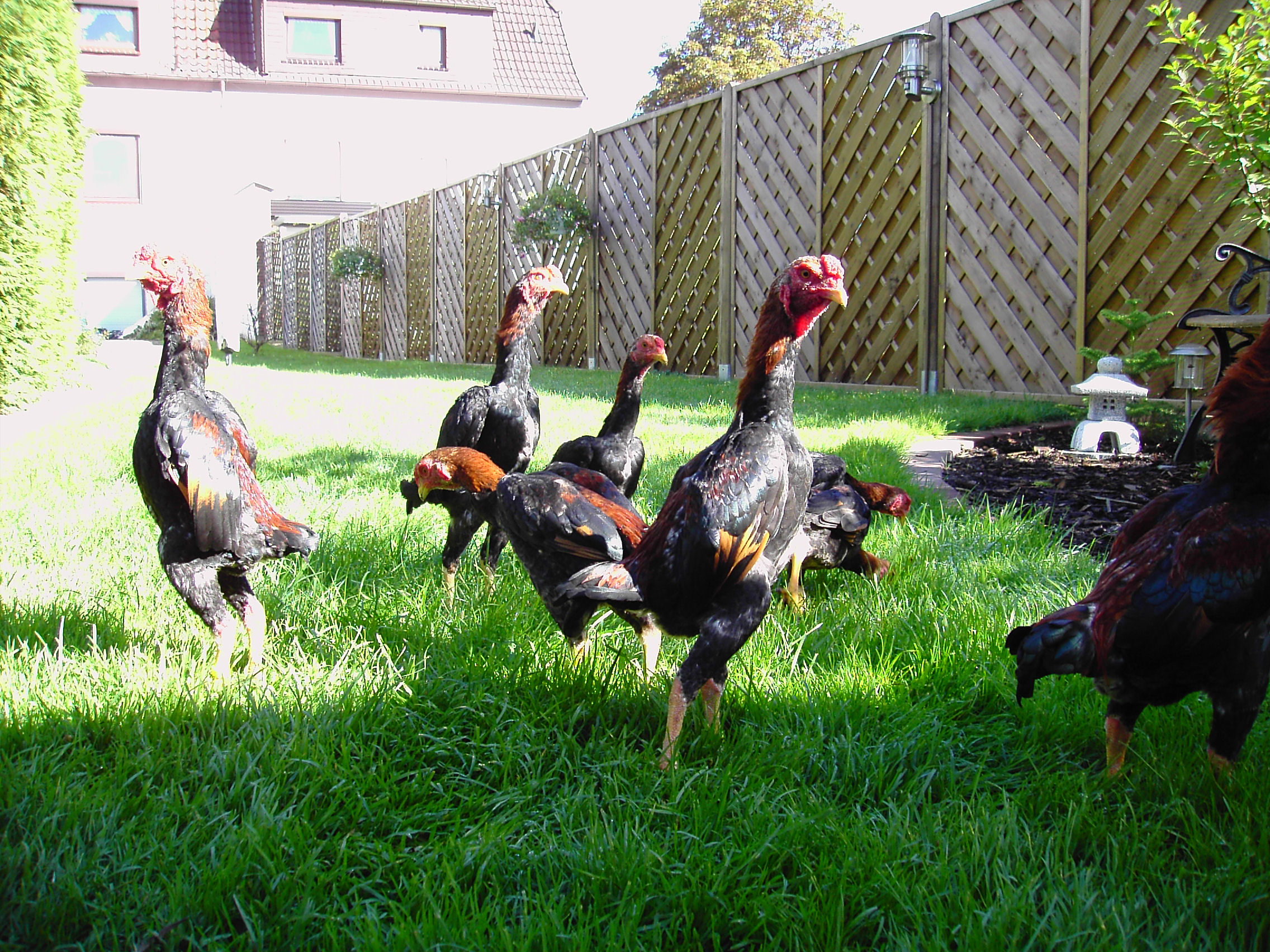
Ko shamo növendék kakasok
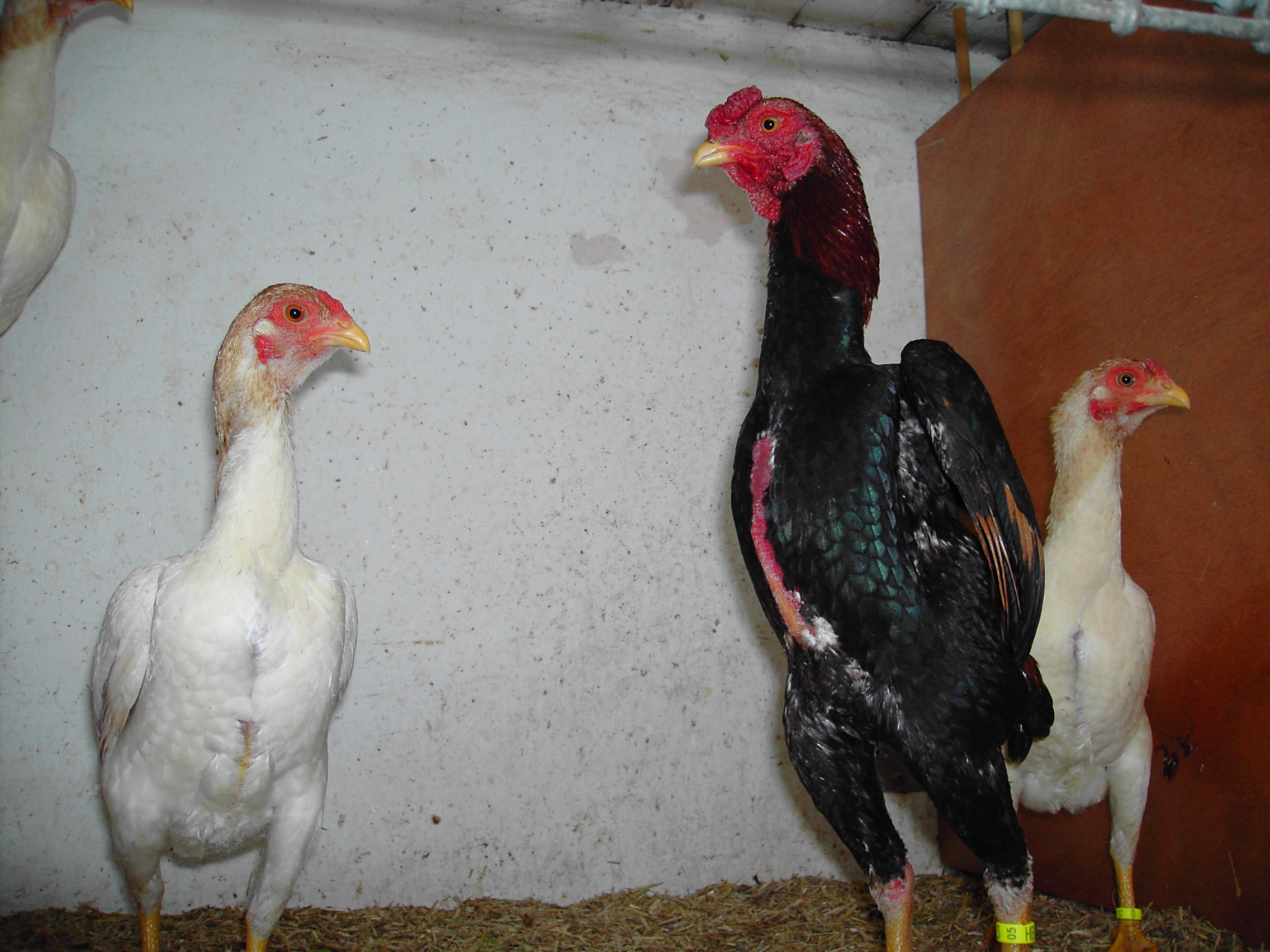
Ko shamo tenyészállomány
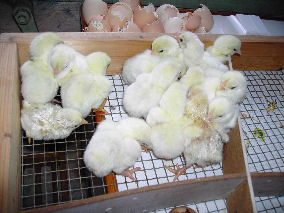
Ko shamo csibék röviddel a kelés után